# Simulium buettikeri
Simulium buettikeri är en tvåvingeart som beskrevs av Crosskey och Roberts 1994. Simulium buettikeri ingår i släktet Simulium och familjen knott.
Artens utbredningsområde är Oman. Inga underarter finns listade i Catalogue of Life.